# 守山大塚古墳
守山大塚古墳（日语：／ Moriyamaōdukakofun）是位於日本長崎縣雲仙市吾妻町本村名的一座前方後圓墳，長崎縣內陸部分中規模最大，推測建於古墳時代前期（約4世紀前半）。

## 概要
古墳位處長崎認縣南東部島原半島，對出為有明海的沖積扇，亦是島原半島唯一的前方後圓墳。到現在為止，墳丘遭到大幅削去，現在當成是墓地來使用。1990年，測量調查了墳丘，2009年考古調查了周圍。
古墳是前方後圓墳，前方部分朝東。墳丘長66米（推測原本約80米），為長崎縣內陸部分中規模最大的。墳丘表面有葺石，墳丘周圍亦被周溝所包圍。有傳後圓部分曾經出土了一副箱式石棺，但是詳情不明。另外，位於古墳南面的圓墳丸塚古墳估計是守山大塚古墳的陪葬墓。從出土文物中的壺和甕片推測，其建於古墳時代前期（約4世紀前半），為長崎縣內最古老的古墳。1966年8月，島原史學會試掘調查了丸塚古墳。1977年，島原工業高等學校鄉土部測量調查了守山大塚古墳和丸塚古墳的墳丘。1990年，測量調查了墳丘。2009年，考古調查了周圍。

## 規模
古墳規模如下（1990年的墳丘測量調查數據）。
- 墳丘長：66米 - 近年的考古調查中，推定其原本長約80米[2]。
- 後圓部分
  - 直徑：45米
  - 高：7.2米
- 前方部分
  - 寬：15米
  - 高：2.5米